# Josef Abs (Manager)
Josef Abs (* 6. Dezember 1862 in Euskirchen; † 24. Mai 1943 in Bonn) war ein deutscher Manager, Rechtsanwalt und Wirtschaftsfunktionär.

## Leben

### Familie
Josef Abs war der Sohn eines Schreinermeisters aus Euskirchen mit eigenem Betrieb. Verheiratet war Josef Abs mit Katharina Lückerath (1865–1963), der Tochter eines Textilfabrikanten. Aus der Ehe gingen sieben Kinder hervor, zwei Mädchen (Maria und Rosa) und fünf Jungen. Der jüngste Sohn war der spätere Bankier Hermann Josef Abs, dessen Zwillingsbruder noch am Tag der Geburt starb. Sein Zweitjüngster hieß ebenfalls Josef. Die beiden ältesten Söhne, Fritz (1894–1915) und Gereon (1896–1916), fielen im Ersten Weltkrieg. Während Katharina Abs ihre Kinder streng katholisch erzog, war Josef Abs in Glaubensdingen seinen Kindern gegenüber liberal und weltoffen.

### Ausbildung
Abs besuchte das Gymnasium in Düren. Nachdem sein Vater krankheitsbedingt die finanziellen Mittel nicht mehr aufbringen konnte, verdiente er sich spätestens ab der Untersekunda im Wesentlichen den Schulbesuch selbst mit Nachhilfestunden und anderen Nebentätigkeiten. Zu seinen Zöglingen gehörten zwei junge Söhne der Familie von Boeselager, deren Mutter ihn auch nach der Reifeprüfung während seines Studiums unterstützte. Am Ende des ersten Semesters als Jurastudent wurde Abs von der Familie von Boeselager als Erzieher und Hauslehrer engagiert und ging mit ihr für zwei Jahre nach England. Die Adelsfamilie war streng katholisch und musste infolge des Kulturkampfes aus Westfalen fliehen. Während dieser zweijährigen Tätigkeit begleitete Josef Abs die Söhne der von Boeselagers als Betreuer nach Innsbruck und Prag: sie sollten zwar an einer deutschen, nicht aber preußischen Schule ihr Abitur erwerben.
Diese Reisen in jungen Jahren waren auch für die Bildung von Abs von Nutzen. Er begegnete in den Ländern andere Menschen, Sprachen und Kulturen, was ihm dabei half, offener für andere Sichtweisen und Ideen zu werden. Während des Auslandsaufhalts erwarb er exzellente Sprachkenntnisse und wurde später zusätzlich als amtlicher Dolmetscher für Englisch und Französisch am Bonner Gericht zugelassen. Nach seiner Rückkehr beendete Abs sein Jurastudium, promovierte und ließ sich als Rechtsanwalt in Bonn nieder. Sein Spezialgebiet war das Wirtschaftsrecht. Seit 1883 war er Mitglied der katholischen Studentenverbindung KDStV Ripuaria Bonn im CV.

### Karriere
Als Justizrat Dr. jur. fand Josef Abs schnell Eingang in das Bonner Wirtschaftsbürgertum. In Sozietät mit Leo Kreisch wurde er ein angesehener und zunehmend einflussreicher, politisch mit der katholischen Zentrumspartei verwurzelter Wirtschaftsjurist. Seinen Wohlstand erwarb er vor allem durch die Mitwirkung bei der Errichtung von Bergrechtlichen Gewerkschaften, freien Vereinigungen zum gemeinschaftlichen Betrieb von Gruben, die sich seit Ende des 19. Jahrhunderts überall im Rheinischen Braunkohlerevier etablierten. Seine ersten größeren Ersparnisse investierte Abs in Kuxe der Gewerkschaft Hubertus in Brüggen bei Liblar im Rhein-Erft-Kreis, bei der er ab 1905 als Vorstandsmitglied wirkte. Unter seiner Führung (Personengleichheit von Gründer und Vorstand) wurde aus dieser Vereinigung am 30. Dezember 1908 die Hubertus Braunkohlen-Aktiengesellschaft gegründet. Im März 1916 übernahm Josef Abs den Vorstandsvorsitz der Gesellschaft.
In den folgenden Jahren erwarb er Aufsichtsratsmandate und Beteiligungen verschiedener Unternehmen des Bergbaus, der Industrie und der Versicherungswirtschaft. Einen großen Teil seiner Energie und auch seines Vermögens widmete er jedoch bis an sein Lebensende der Hubertus Braunkohlen-AG. Als 1925 ein Vorstandsmitglied durch Barentnahmen und Wechselgeschäfte die Gesellschaft schwer schädigte, musste Abs als indirekt mitverantwortlicher Vorstandsvorsitzender 260.000 RM (entspricht heute 1.205.683 Euro) aus seinem Privatvermögen beisteuern, die sein betrügerischer Kollege nicht mehr aufbringen konnte. Um seinen Einfluss an der Hubertus nicht zu verlieren, übernahm er zudem die Aktien des entlassenen Vorstandsmitglieds. Als er sich kurz darauf noch an einer notwendigen Kapitalerhöhung der Gesellschaft beteiligte, stiegen 1927 seine persönlichen Schulden auf 1,5 Millionen RM.
Letztlich blieb Abs nichts anderes übrig, als den Großteil seiner Hubertus-Aktien an den Braunkohlenindustriellen Ignaz Petschek zu verkaufen. Petschek hatte seit 1915 Anteile der Gesellschaft über die Börse erworben und gelangte in den 1920er-Jahren in den Besitz der Aktienmehrheit. Josef Abs blieb jedoch Vorstandsvorsitzender und konnte innerhalb kurzer Zeit seinen Aktienanteil durch Börsenkäufe wieder auf 12 % steigern. Zwischen Petschek und Abs bestand ein Vertrauensverhältnis, Abs vertrat Petscheks Interessen bei Auseinandersetzungen mit anderen Aktionären, im Rheinischen Braunkohlensyndikat sowie als Aufsichtsratsmitglied in anderen Gesellschaften der Ignaz-Petschek-Gruppe.
Im Zuge der Arisierung der Petschek-Gesellschaften übernahm Abs in Absprache mit den Söhnen des 1934 verstorbenen Ignaz Petschek im Juni 1938 den Aufsichtsratsvorsitz der Hubertus. Er überführte das Unternehmen im Dezember 1939 in die Erft-Bergbau AG, an der Josef Abs 50 % der Aktien über die Deutsche Bank erwarb und bei der sein Sohn Hermann Josef seit 1937 Vorstandsmitglied war. Nach dem Zweiten Weltkrieg erhielt die Familie Petschek mit Unterstützung von Hermann Josef Abs im Zuge der Restitution 4,5 Millionen DM (entspricht heute 15.111.605 Euro) von der Erft-Bergbau AG als Ablösesumme ausgezahlt. Ernst und Wilhelm Petschek stellten in der Öffentlichkeit eindeutig klar, dass ihre Familie bei dem Arisierungsverfahren Josef Abs und dessen Sohn als Beschützer betrachteten. Sowohl schriftlich als auch vor Gericht erklärten sie, dass Abs stets im Einvernehmen mit der Familie Petschek gehandelt und einen Großteil des Vermögens für sie erhalten habe.
Josef Abs erlebte das Kriegsende nicht mehr. Er starb am 24. Mai 1943 im Alter von 80 Jahren. Seine Beerdigung fand am 26. Mai 1943 auf dem Poppelsdorfer Friedhof statt.

## Mitgliedschaften
- Hubertus Braunkohlen-AG (Vorstandsvorsitzender, später Aufsichtsratsvorsitzender)[9]
- Kölner Union Brauerei AG, Köln (Aufsichtsratsvorsitzender)[9]
- Roddergrube AG, Brühl (Mitglied des Aufsichtsrats)[9]
- Herbert Zettelmeier AG, Konz (Mitglied des Aufsichtsrats)[9]
- Phönix AG für Braunkohlenverwertung (Mitglied des Aufsichtsrats)[9]
- Vereinigte Deutsche Metallwerke AG (Mitglied des Aufsichtsrats)[9]
- Gewerkschaft Hürtherberg, Hürth (Mitglied des Grubenvorstands)[9]
- Erft-Bergbau AG, Brüggen (Aufsichtsratsvorsitzender)[10]
- Selve-Automobilwerke AG, Hameln (2. Vorsitzender des Aufsichtsrats)[11]
- Heckmann-Selve AG, Altena (Mitglied des Aufsichtsrats)[11]
- Wessels Wandplattenfabrik AG, Bonn (2. Vorsitzender des Aufsichtsrats)[11]
- Gerling-Konzern Allgemeine Versicherungs-AG, Köln (Mitglied des Aufsichtsrats)[11]
- Rheinische Feuerversicherungs-AG, Köln (Mitglied des Aufsichtsrats)[11]
- Kronprinz Versicherungs-AG, Köln (Mitglied des Aufsichtsrats)[11]
- Arbeitgeberverband im rheinischen Braunkohlenrevier, Köln (Vorstandsmitglied)[11]
- Industrie- und Handelskammer, Bonn (Vorstandsmitglied)[11]
- Rheinisches Braunkohlensyndikat GmbH, Köln (2. Vorsitzender des Aufsichtsrats)[11]